# Piotr Krassikov
Pour les articles homonymes, voir Krasikov.
Piotr Ananievitch Krassikov (en russe : Петр Ананьевич Красиков), né le 5 octobre 1870 à Krasnoïarsk et mort le 20 août 1939 à Jeleznovodsk, est un fonctionnaire du Parti communiste de l'Union soviétique et de l'URSS. Il est le premier procureur général de l'Union soviétique, en poste de 1924 à 1933.

## Biographie
Fils d'un juriste, Piotr Krassikov fait ses études à l'Université d'État de Saint-Pétersbourg à partir du 1891. A l'université, il s'implique dans la vie politique.
En 1892-1893, il visite deux fois la Suisse, y rencontre des marxistes russes. Il s'implique dès le début de la politique révolutionnaire en 1892, quand il rejoint le groupe Libération du Travail notamment Gueorgui Plekhanov, Pavel Axelrod et Véra Zassoulitch. Plus tard, il rejoint le Parti ouvrier social-démocrate de Russie. Après la Révolution russe de 1917, il prend des fonctions liées à des questions juridiques et est considéré comme l'un des principaux créateurs du système juridique soviétique, avec Andrey Vyshinsky. Il est vice-commissaire de Justice du Peuple à partir de 1918, Procureur de la Cour Suprême à partir de 1924, et vice-Président de la Cour Suprême de 1933 à 1938.
Krassikov meurt le 20 août 1939 à Jeleznovodsk et y sera enterré. Il est l'un des rares bolchéviques mort de causes naturelles.
Israel Getzler, dans le livre Martov: A Political Biography of a Russian Social Democrat (Cambridge U.P., 1967, p. 74), explique qu'il était "intensément détesté par tout le monde [à l'exception de Lénine]... [Boris Nikolaevsky] résumait sa personne à un bagarreur ivre...  J. Steinberg, dans Als ich Volkskommisar war (Munich, 1929), a consacré un chapitre entier... aux méfaits de Krasikov en tant que co-président (avec le tristement célèbre M. Iu. Kozlovsky) de la Cheka du Soviet de Petrograd durant l'hiver 1917-18."